# Circuito Paul Ricard
O Circuito de Paul Ricard, também chamado Circuito de Castellet, é um autódromo construído em Le Castellet, perto de Marselha, na França.

## História

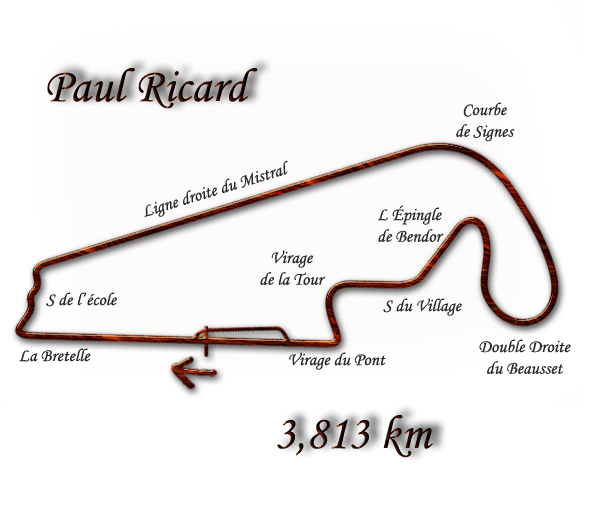
Traçado mais curto criado em 1986.

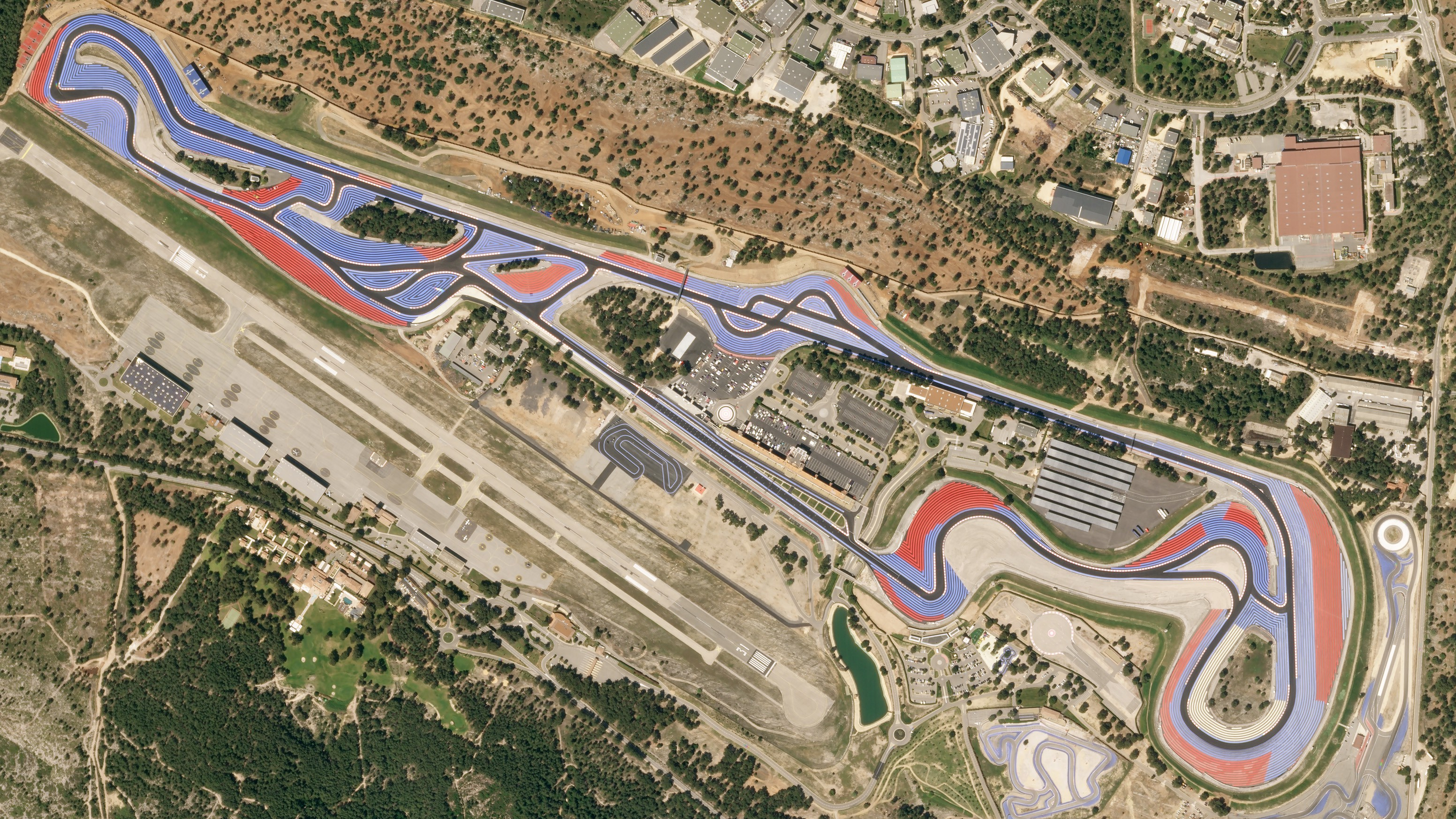
Imagem área do Circuito de Paul Ricard.

Foi construído em 1969 com ajuda financeira do magnata de bebidas excêntricas Paul Ricard, que criou o que essencialmente se tornou Pernod Ricard. Por catorze vezes realizou-se o Grande Prêmio da França de Fórmula 1 entre 1971 a 1990. Exceções em 1972 que foi realizado em Clermont-Ferrand e em: 1977, 1979, 1981 e 1984, que aconteceu em Dijon-Prenois. Foi em Paul Ricard no campeonato de 1985 que a equipe Brabham obteve a última vitória na Fórmula 1.
Também recebeu a MotoGP em alguns anos entre de 1973 a 1999, o Campeonato Mundial de Superbike em 1989.
Em 1999 foi vendida para o grupo Excelis, de propriedade de Bernie Ecclestone, o circuito passou por uma grande reforma e ampliação. Recentemente o Circuito de Paul Ricard voltou a sediar o Grande Prêmio da França de Fórmula 1 a partir de 2018.

## Pista
O Circuito Paul Ricard era considerado um dos mais seguros daquela época e tinha três opções de traçado, além de um aeroporto e um parque industrial. O grande desafio era a reta Mistral, que tinha 1,8 km de extensão, seguida pela Signes, uma rápida curva à direita. Era um circuito que exigia muito dos motores e palco habitual de testes privados de equipes, por causa das opções de pista e também do clima ameno durante a maior parte do ano.
Em 1986, o italiano, Elio de Angelis morreu em um acidente na curva Verriere após uma quebra da asa traseira de seu Brabham BT55. Apesar de ter sido ocasionado por uma falha mecânica, o acidente provocou mudanças radicais na pista: o encurtamento da reta Mistral para 1 km e o abandono da curva Verriere.
As famosas áreas de escape recheadas de listras, que ajudam a confundir os fãs na transmissão de TV e até mesmo os pilotos na pista. Como a ideia era ser um centro de testes para desenvolver tecnologia para os carros, novidades foram adicionadas ao circuito. Por exemplo, a adoção de sprinklers, para simular condições de pista molhada. E as amplas áreas de escape, que não poderiam adotar os habituais elementos para diminuir a velocidade dos carros, como grama e caixa de brita. A ideia era desacelerar os carros sem causar danos a eles, para que os testes no circuito pudessem continuar sem problemas. Então, foi criado o conceito Linha Azul. Com uma tinta especial composta de asfalto e tungstênio, as listras pintadas nas áreas de escape têm uma abrasividade maior do que o asfalto comum, o que ajuda o piloto a diminuir a velocidade do carro em caso de uma escapada, mas também causam danos aos pneus. Ou seja: evitam possíveis acidentes, mas estragam a borracha, simulando a mesma desaceleração de uma caixa de brita sem que o carro seja danificado ou fique atolado no local. As áreas de escape de Paul Ricard têm dois tipos de listras: as mais próximas ao traçado são azuis: ajudam a desacelerar o carro, mas não causam danos tão extensos aos jogos de pneus. As mais próximas aos muros e guard rails são vermelhas, bastante abrasivas e que causam danos extremos aos pneus, inutilizando o jogo e provocando um pit stop para a troca dele. Para uma pista de testes, uma ideia muito boa. Mas que não funcionou nas duas corridas desde que a Fórmula 1 retornou a Paul Ricard: em caso de erros, os pilotos conseguiam retornar muito facilmente à pista. Não haviam consequências drásticas para as falhas.

## Vencedores de GPs de F1 em Paul Ricard[2]
| Ano                      | Vencedor        | Chassi/Motor          | Resumo   |
| ------------------------ | --------------- | --------------------- | -------- |
| 2022                     | Max Verstappen  | Red Bull Racing-RBPT  | Detalhes |
| 2021                     | Max Verstappen  | Red Bull Racing-Honda | Detalhes |
| Não houve em 2020        |                 |                       |          |
| 2019                     | Lewis Hamilton  | Mercedes              | Detalhes |
| 2018                     | Lewis Hamilton  | Mercedes              | Detalhes |
| Não houve em 1991 a 2017 |                 |                       |          |
| 1990                     | Alain Prost     | Ferrari               | Detalhes |
| 1989                     | Alain Prost     | McLaren-Honda         | Detalhes |
| 1988                     | Alain Prost     | McLaren-Honda         | Detalhes |
| 1987                     | Nigel Mansell   | Williams-Honda        | Detalhes |
| 1986                     | Nigel Mansell   | Williams-Honda        | Detalhes |
| 1985                     | Nélson Piquet   | Brabham-BMW           | Detalhes |
| Não houve em 1984        |                 |                       |          |
| 1983                     | Alain Prost     | Renault               | Detalhes |
| 1982                     | René Arnoux     | Renault               | Detalhes |
| Não houve em 1981        |                 |                       |          |
| 1980                     | Alan Jones      | Williams-Ford         | Detalhes |
| Não houve em 1979        |                 |                       |          |
| 1978                     | Mario Andretti  | Lotus-Ford            | Detalhes |
| Não houve em 1977        |                 |                       |          |
| 1976                     | James Hunt      | McLaren-Ford          | Detalhes |
| 1975                     | Niki Lauda      | Ferrari               | Detalhes |
| Não houve em 1974        |                 |                       |          |
| 1973                     | Ronnie Peterson | Lotus-Ford            | Detalhes |
| Não houve em 1972        |                 |                       |          |
| 1971                     | Jackie Stewart  | Tyrrell-Ford          | Detalhes |

### Por pilotos que mais venceram
|          |                 |                        |
| Vitórias | Pilotos         | Edições                |
| 4        | Alain Prost     | 1983, 1988, 1989, 1990 |
| 2        | Lewis Hamilton  | 2018, 2019             |
| 2        | Nigel Mansell   | 1986, 1987             |
| 2        | Max Verstappen  | 2021, 2022             |
| 1        | Jackie Stewart  | 1971                   |
| 1        | Ronnie Peterson | 1973                   |
| 1        | Niki Lauda      | 1975                   |
| 1        | James Hunt      | 1976                   |
| 1        | Mario Andretti  | 1978                   |
| 1        | Alan Jones      | 1980                   |
| 1        | René Arnoux     | 1982                   |
| 1        | Nelson Piquet   | 1985                   |

### Por equipes que mais venceram
|          |            |                  |
| Vitórias | Construtor | Edições          |
| 3        | Williams   | 1980, 1986, 1987 |
| 3        | McLaren    | 1976, 1988, 1989 |
| 2        | Mercedes   | 2018, 2019       |
| 2        | Lotus      | 1973, 1978       |
| 2        | Red Bull   | 2021, 2022       |
| 2        | Renault    | 1982, 1983       |
| 2        | Ferrari    | 1975, 1990       |
| 1        | Tyrrell    | 1971             |
| 1        | Brabham    | 1985             |

### Por países
|          |                |                                    |
| Vitórias | País           | Edições                            |
| 6        | Reino Unido    | 1971, 1976, 1986, 1987, 2018, 2019 |
| 5        | França         | 1982, 1983, 1988, 1989, 1990       |
| 2        | Países Baixos  | 2021, 2022                         |
| 1        | Suécia         | 1973                               |
| 1        | Áustria        | 1975                               |
| 1        | Estados Unidos | 1978                               |
| 1        | Austrália      | 1980                               |
| 1        | Brasil         | 1985                               |

## Recordes em Paul Ricard
| -                     | Piloto        | Chassi/Motor | Tempo        | Extensão | Ano  |
| --------------------- | ------------- | ------------ | ------------ | -------- | ---- |
| Pole Position         | Nigel Mansell | Ferrari V12  | 1min 04s 402 | 3.813 km | 1990 |
| Melhor Volta na Prova | Nigel Mansell | Ferrari V12  | 1min 09s 593 | 3.813 km | 1990 |